# Vintage (álbum)
Vintage es el quinto álbum de la banda Los Tipitos. Fue grabado en los estudios Panda de Buenos Aires y El Lapicito de Haedo en septiembre y octubre de 2001.

## Lista de canciones
| N.º   | Título                                | Escritor(es)              | Duración |  |
| 1.    | «Búsquenla»                           | W. Piancioli              | 4:12     |  |
| 2.    | «Flasheadito»                         | R. Ruffino                | 5:00     |  |
| 3.    | «Como un dragón»                      | R. Ruffino                | 4:55     |  |
| 4.    | «Corazón de litoral»                  | R. Ruffino · Darío Butice | 2:49     |  |
| 5.    | «Dolor de tu amor que estalla»        | W. Piancioli              | 5:00     |  |
| 6.    | «Sólo me tropecé»                     | P. Tévez                  | 2:45     |  |
| 7.    | «El abominable hombre de las nieves»  | W. Piancioli · R. Ruffino | 3:33     |  |
| 8.    | «El mudo»                             | R. Ruffino                | 4:32     |  |
| 9.    | «Casa nueva»                          | W. Piancioli              | 3:50     |  |
| 10.   | «Reality Show» (con Cristina Escobar) | Los Tipitos               | 4:25     |  |
| 11.   | «Trip»                                | R. Ruffino                | 3:45     |  |
| 12.   | «Decisiones o sentencias»             | Los Tipitos               | 5:47     |  |
| 13.   | «Purgatorio»                          | R. Ruffino                | 8:11     |  |
| 57:00 |                                       |                           |          |  |

## Músicos

#### Los Tipitos
- Raúl Rufino — voz, guitarras eléctricas y acústicas.
- Walter Piancioli — voz, piano, teclados y guitarras eléctricas y acústicas, pandereta, acordeón en «Casa nueva».
- Federico Bugallo — bajo y coros.
- Pablo Tévez — batería y coros.

#### Artistas invitados
- Pablo Romero — coros en «Como un dragón», violín en «Purgatorio».
- Eduardo Schmidt — coros en «Como un dragón».
- Pablo Trillo — clarinete en «Sólo me tropecé».
- Cristina Escobar — voz en «Reality show», gritos en «Trip».[2]

## Créditos
- Ingeniero de grabación y mezcla: Leandro Kurfist
- Segundo ingeniero: Martín Russo
- Drums master: Martín Millan
- Asistente: Facundo Friol

## Cortes de difusión
- «Búsquenla»
- «Como un dragón»